# Trockenbürstenmassage

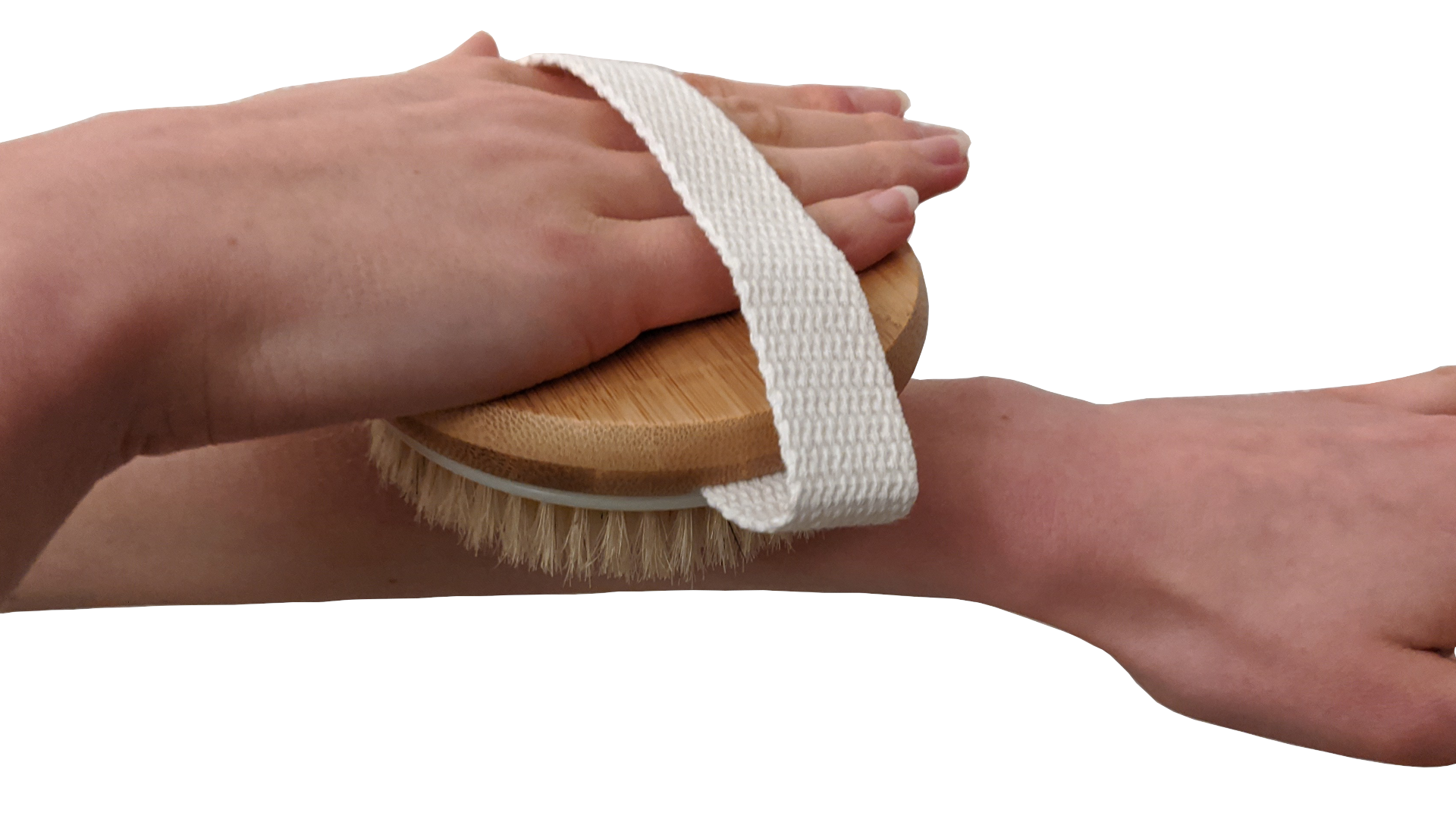
Bei der Trockenbürstenmassage wird mit einer Bürste u. a. vom Handrücken bis zur Schulter gestrichen (siehe Foto).

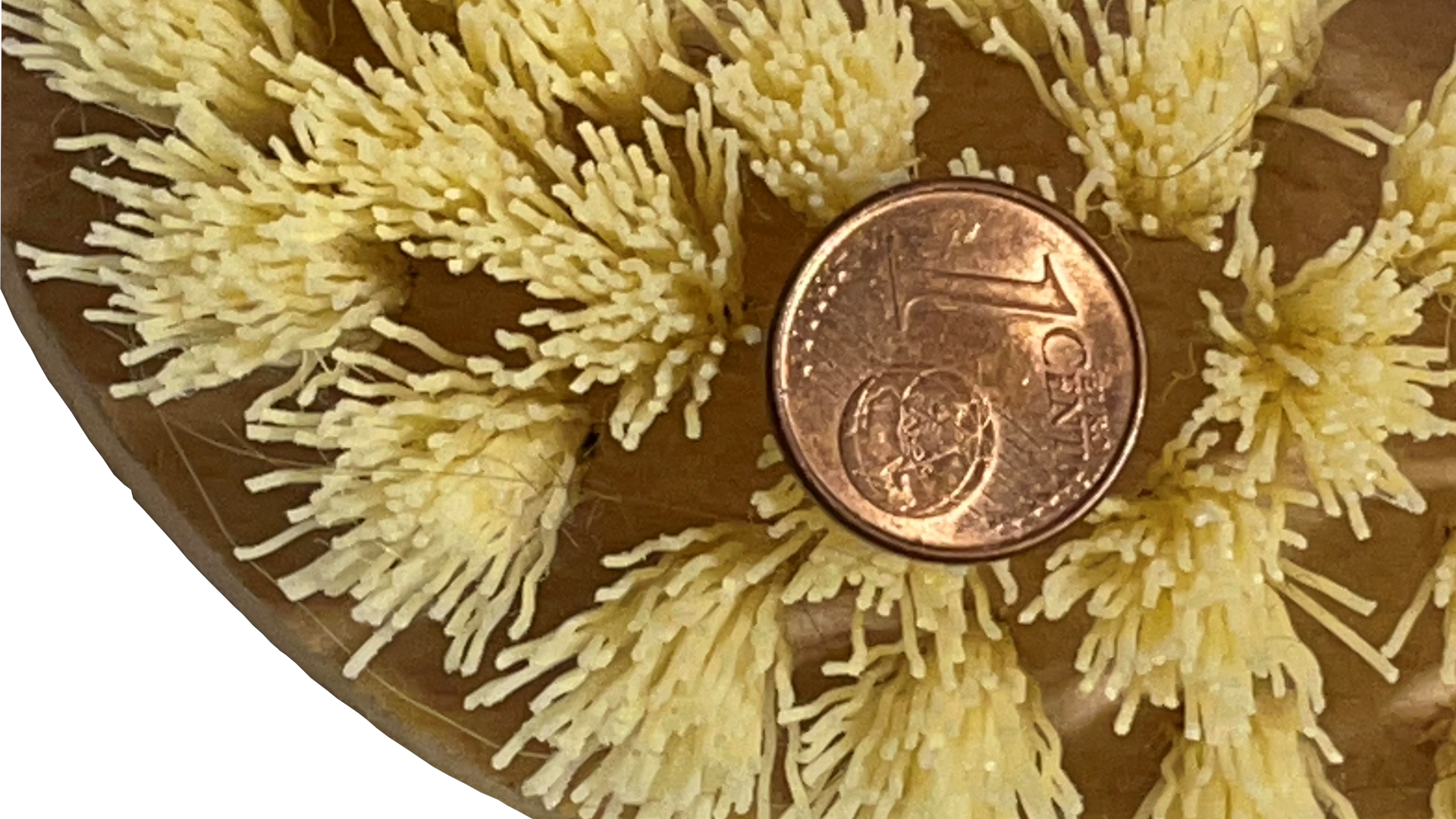
Die Trockenbürste hat harte Borsten aus Agavenfasern oder Luffa.

Die Trockenbürstenmassage ist eine manuelle Körpermassage mit einer Bürste aus Agavenfasern oder Luffa.

## Anwendung
Eine mögliche Anwendungsform ist, die Haut mit langen Strichen und leichtem Druck wie folgt zu bürsten:
- Vom äußeren Fuß in Richtung Rumpf
- Vom inneren Fuß in Richtung Rumpf
- Oberschenkel und Po mit kreisenden Bewegungen bürsten
- Vom Handrücken über die Armaußenseite bis hoch zur Schulter
- Von der Handinnenseite über die Armaußenseite bis hoch zu den Achseln
- Bauch- und Brustbereich mit kreisenden Bewegungen bürsten

## Wirkung
Durch die Trockenbürstenmassage öffnen sich die Poren der Haut. Dadurch wird die Hautdurchblutung angeregt und der Stoffwechsel und die Lymphzirkulation werden aktiviert. Der Körper wird angenehm gewärmt. Außerdem werden durch die Aktivierung des Lymphsystems Giftstoffe schneller aus dem Körper geleitet.

## Einschränkungen
Das Bürsten der Haut ist eher nicht für die tägliche Hautpflege geeignet, kann bei gesunder Haut jedoch verwendet werden, wenn keine Hautprobleme resultieren. Das Bürsten der Haut ist nicht für Personen mit Hautproblemen oder Risikofaktoren für Hautprobleme geeignet. Zu den Risikofaktoren, bei denen besondere Hautpflege erfolgen sollte, zählen unter anderem Adipositas, Inkontinenz, starkes Schwitzen, Diabetes mellitus, Alter von 75 Jahren oder mehr, Immobilität und funktionelle körperliche Einschränkungen.